# The Man Who Wasn't There
The Man Who Wasn't There (br: O Homem Que Não Estava Lá/pt: O Barbeiro) é um filme de drama neo-noir americano, do ano de 2001 escrito, produzido e dirigido por Joel e Ethan Coen. Billy Bob Thornton protagoniza o papel-título. Também aparecem Tony Shalhoub, Scarlett Johansson, James Gandolfini, Frances McDormand, Michael Badalucco, Richard Jenkins e Jon Polito. Joel Coen ganhou o prêmio de melhor diretor no Festival de Cannes de 2001 compartilhando-o com David Lynch em seu filme Mulholland Drive. Ethan Coen, irmão de Joel Coen e co-diretor do filme, não recebeu o prêmio de melhor diretor, pois não foi creditado como diretor.
O filme foi inspirado em um pôster que mostrou vários cortes de cabelo dos anos 1940; os irmãos Coen tinham visto durante as filmagens de The Hudsucker Proxy.
Este foi o último filme a ser produzido e distribuído pela Gramercy Pictures até ser revivido em 2015.

## Sinopse
Em Santa Rosa, Califórnia, meados de 1949, Ed Crane é um barbeiro taciturno e melancólico do subúrbio, casado com a infiel contadora Doris. Ed fica sabendo por um cliente de um novo negócio, a "lavagem a seco", e resolve chantagear o patrão de Doris, que desconfia ser o amante dela, para conseguir o dinheiro e investir naquilo. A chantagem leva a assassinatos e Doris é presa e, embora Ed saiba que ela é inocente, teme não conseguir impedir que a esposa seja condenada à morte.

## Elenco
- Billy Bob Thornton...Ed Crane
- Frances McDormand...Doris Crane
- Michael Badalucco...Frank Raffo
- Richard Jenkins...Walter Abundas
- Scarlett Johansson..."Birdy" Abundas
- Jon Polito...Creighton Tolliver
- Tony Shalhoub...Freddy Riedenschneider
- James Gandolfini...Big Dave Brewster
- Adam Alexi-Malle...Jacques Carcanogues
- Katherine Borowitz...Ann Nirdlinger Brewster
- Christopher Kriesa...Policial Persky
- Brian Haley...Policial Krebs
- Jack McGee...Burns, o perito
- Christopher McDonald...vendedor
- Jennifer Jason Leigh...detida do sexo feminino (não creditada)

## Recepção
O filme foi bem recebido pelo público e elogiado por sua técnica e performances. O filme possui um 81% "fresh" do site Rotten Tomatoes, e uma média 73/100 no Metacritic.
Billy Bob Thornton foi altamente elogiado no papel de Ed Crane. Richard Schickel, da Time, disse que "a falta de seriedade não é uma qualidade muito apreciada pelos protagonistas do cinema, mas Billy Bob Thornton, aquele esplêndido ator, faz isso perfeitamente como Ed Crane, um barbeiro taciturno de uma cidade pequena, por volta de 1949".
Jonathan Rosenbaum, do Chicago Reader, disse que "Joel e Ethan Coen permanecem fiéis a seus heróis densos e neonoir e à sua convicção inabalável de que a vida geralmente se mostra esplendidamente horrível".
Tim Robey, do The Daily Telegraph, disse que é "Uma ilustração perfeitamente executada do que não é, muito, grande sobre os irmãos Coen, que é uma espécie de grandiosidade, e outro tipo de insinceridade estranhamente alienante".
Isabela Boscov na Veja elogiou o filme, dizendo que a produção merecia também receber indicações ao Oscar de roteiro e direção.
Alguns críticos de mídia, como  The Guardian, BBC e Austin Chronicle referiu a ele como um dos melhores filmes do ano. Da mesma forma, o National Board of Review incluiu-o em seus dez melhores filmes do ano de 2001.

## Prémios e nomeações
- Recebeu uma nomeação ao Oscar 2002, na categoria de:
  - Melhor Fotografia[18]
- Recebeu três nomeações ao Globo de Ouro, nas seguintes categorias:
  - Melhor Filme – Drama
  - Melhor Ator - Drama (Billy Bob Thornton)
  - Melhor Argumento (Ethan e Joel Coen)
- Ganhou o BAFTA de Melhor Fotografia (Roger Deakins)
- Recebeu uma nomeação ao César, na categoria de:
  - Melhor Filme Estrangeiro
- Ganhou o prêmio de Melhor Realizador no Festival de Cannes
- Recebeu uma nomeação a Palma de Ouro de melhor filme

Roger Deakins recebeu vários prêmios de outras organizações, incluindo a American Society of Cinematographers, Sociedade de Críticos de Cinema de Boston, Associação de Críticos de Cinema de Los Angeles, New York Film Critics Online, Online Film Critics Society e Prêmios Satellite, entre outros. Billy Bob Thornton ganhou National Board of Review de Melhor Ator por este filme e Bandits e Monster's Ball.